# Shiogama-jinja

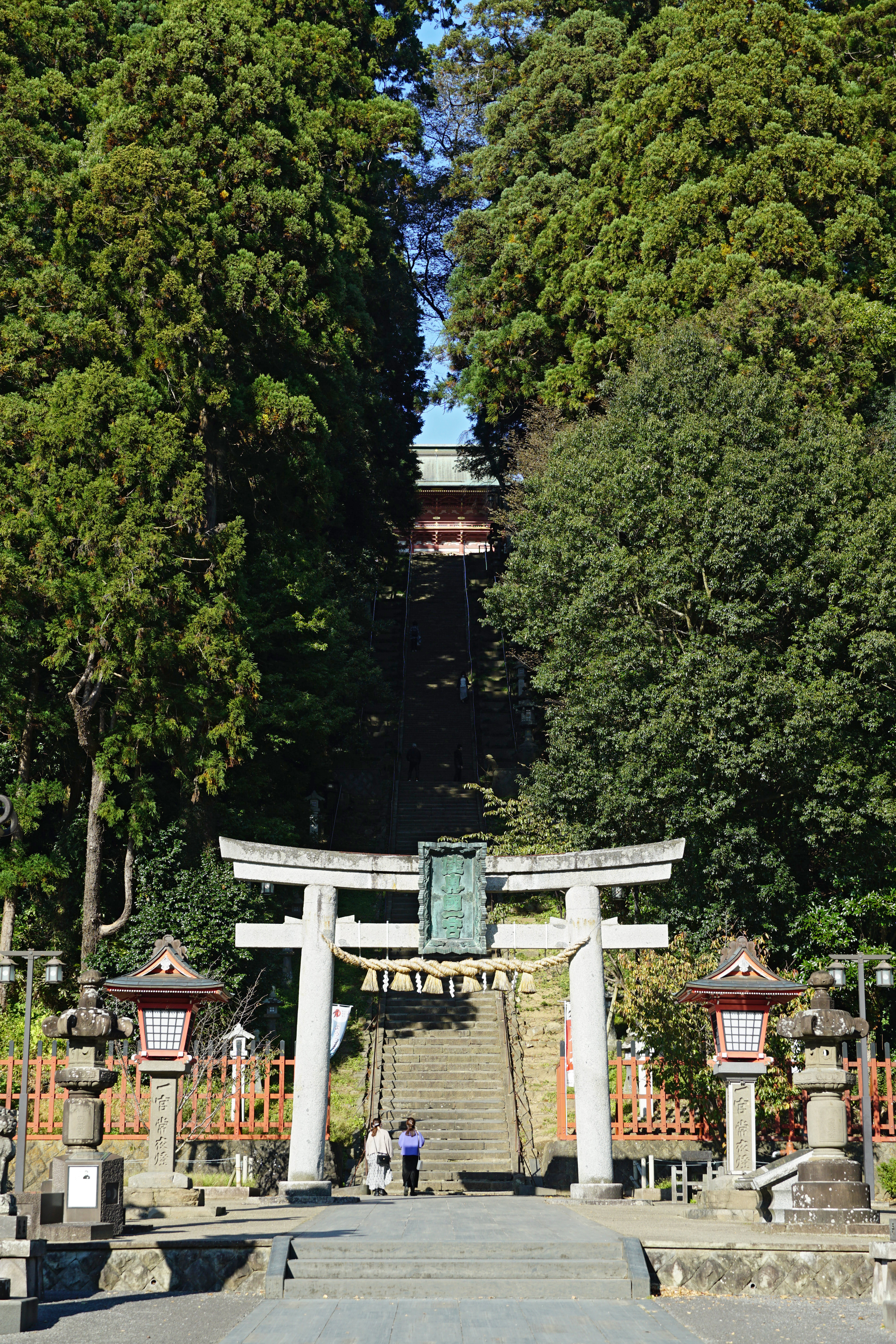
Omotesando

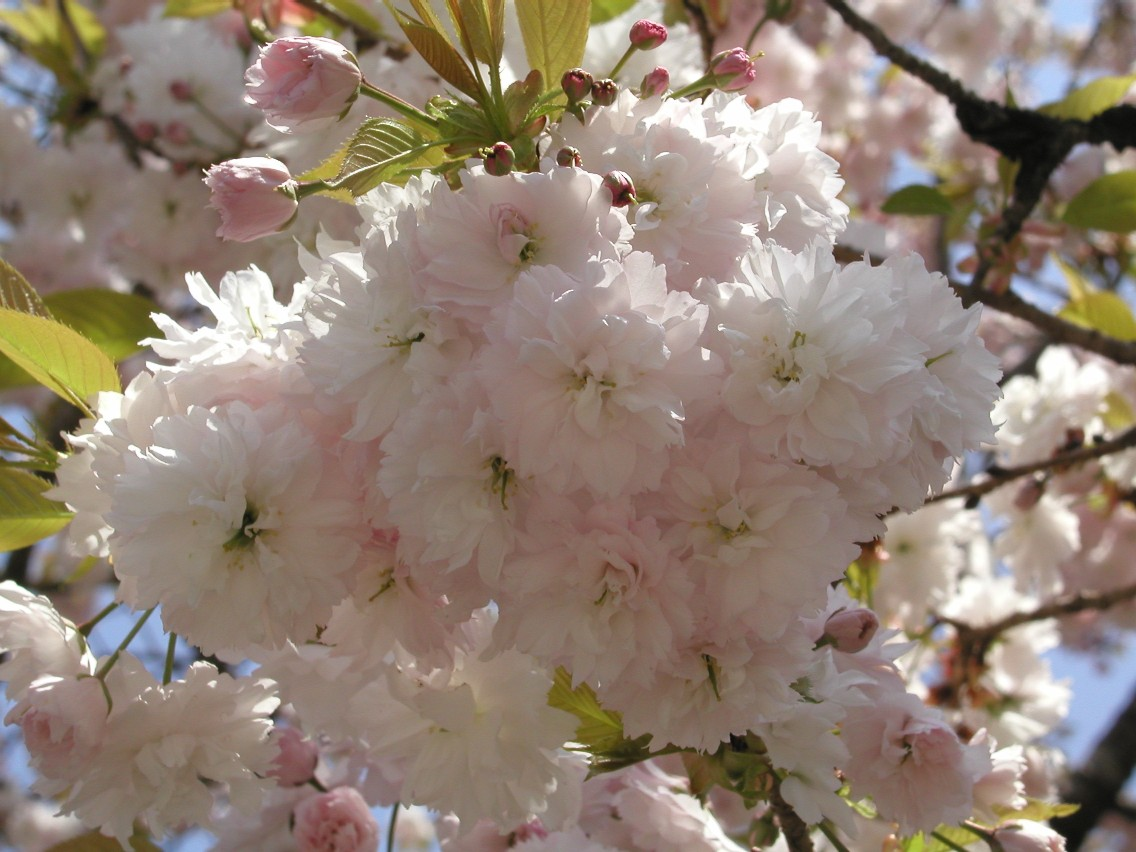
Shiogama-zakura (Prunus lannesiana cv shiogama), « monument naturel ».

Le Shiogama-jinja (鹽竈神社) est un sanctuaire shinto situé à Shiogama, préfecture de Miyagi au Japon. Il est connu depuis le IXe siècle et quinze de ses bâtiments sont désignés biens culturels importants. Bashō rapporte sa visite dans La Sente étroite du Bout-du-Monde (Oku no Hosomichi), évoquant les magnifiques piliers, le plafond peint, le long escalier de pierre, les lanternes votives et l'« éclat de la clôture vermillon dans le soleil du matin ».

## Bâtiments
Quinze bâtiments de l'époque d'Edo sont désignés biens culturels importants :
- torii (1663)[3] ;
- honden gauche (1704)[4] ;
- honden droit(1704)[5] ;
- honden de côté (1704)[6] ;
- heiden gauche (1704)[7] ;
- heiden droit (1704)[8] ;
- heiden de côté (1704)[9] ;
- haiden gauche et droit (1663)[10] ;
- haiden de côté (1663)[11] ;
- kairō gauche et droit (1704)[12] ;
- kairō de côté (1704)[13] ;
- kairō de mon (1704)[14] ;
- tamagaki gauche et droit(1704)[15] ;
- mizugaki de côté (1704)[16] ;
- zuishin de mon (1704)[17].

## Trésors
Un musée abrite un certain nombre de trésors du sanctuaire :
- tachi (époque de Kamakura) (bien culturel important)[18],[19],[2] ;
- tachi (époque de Kamakura) (bien culturel important)[20],[21],[2] ;
- tachi (époque d'Edo) (biens culturels préfectoraux)[22],[2] ;
- masques (biens culturels folkloriques préfectoraux)[23],[2] ;
- un tōrō (lanterne) du site est désigné bien culturel municipal[2].

## Monuments naturels
- Shiogama, floraison des cerisiers (monument naturel)[24],[25],[2].
- Ilex latifolia (monument naturel préfectoral)[26],[2].
- Cryptomeria (monument naturel municipal)[2].

## Festivals
Un certain nombre de festivals se tiennent toute l'année dont le yabusame en juillet.

## Shiwahiko-jinja
Le Shiwahiko-jinja est transféré sur le site du Shiogama-jinja au XIXe siècle.